# Mentzelia rhizomata
Mentzelia rhizomata är en brännreveväxtart som beskrevs av James Lauritz Reveal. Mentzelia rhizomata ingår i släktet Mentzelia och familjen brännreveväxter. Inga underarter finns listade i Catalogue of Life.